# Puente Samuel Beckett
El puente Samuel Beckett (en inglés: Samuel Beckett Bridge) es un puente atirantado diseñado por Santiago Calatrava y ubicado en Dublín, Irlanda que une Macken Street en el lado sur del río Liffey, con Guild Street y North Wall Quay, en la zona de los Docklands de Dublín.

## Diseño y construcción

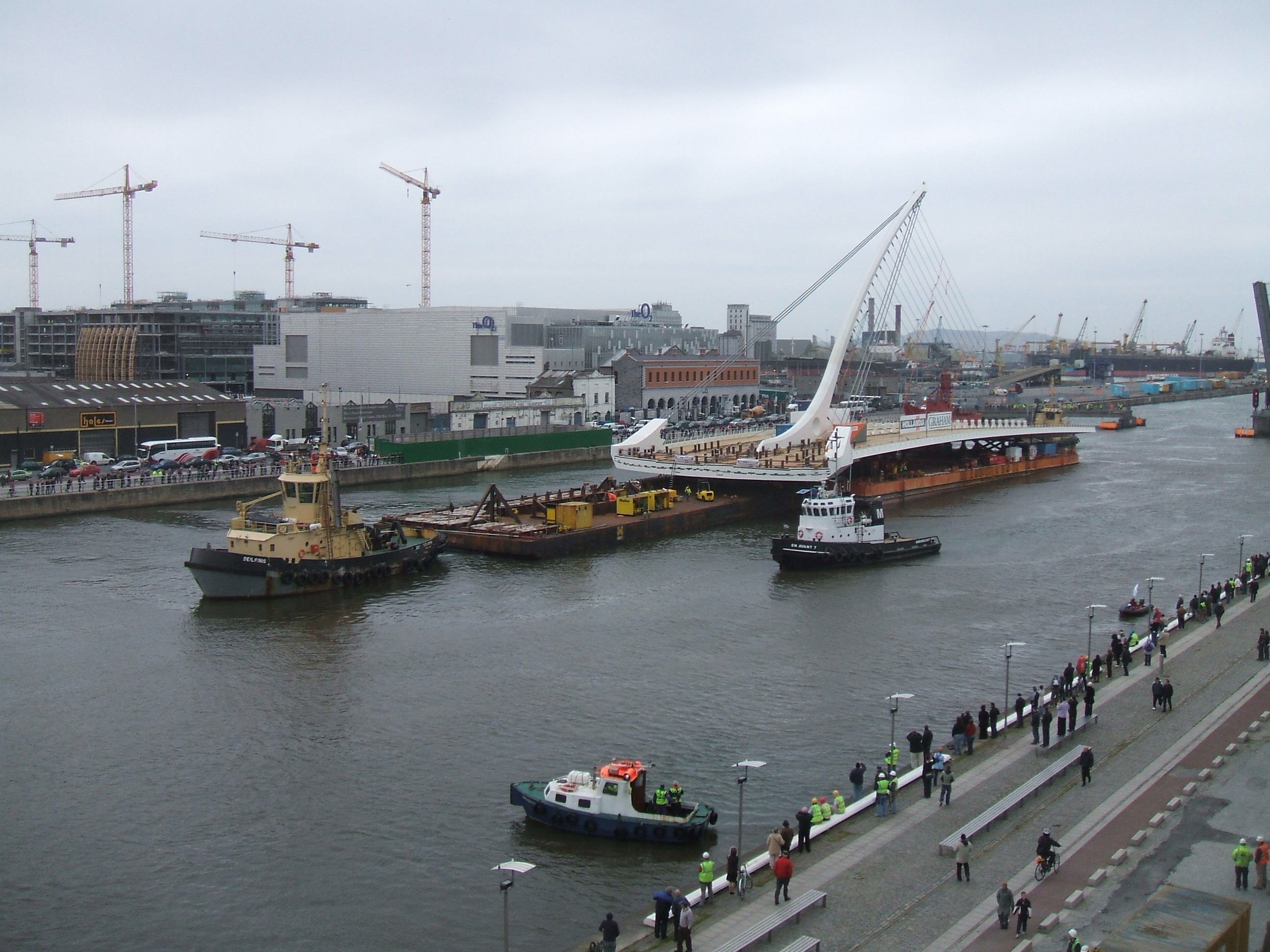
Las estructuras metálicas llegan en barco, mayo de 2009.

El arquitecto del proyecto es Santiago Calatrava. Este es el segundo puente en la zona diseñado por Calatrava; el primero fue el puente James Joyce, que es una fase previa.
Construido por el Graham Hollandia Joint Venture, el vano principal del puente de Samuel Beckett se sustenta a través de 31 tensores de cable de doble vuelta sujetos a un mástil de acero tubular, con plataforma para cuatro carriles de tráfico rodado y dos de tráfico peatonal. También es capaz de abrirse hasta un ángulo de 90 grados permitiendo que las embarcaciones pasen a través. Esto se logra gracias a un mecanismo de rotación situado en la base de la torre.
La forma del mástil y sus cables se dice que evocan la imagen de un arpa acostada en la orilla (el arpa céltica es símbolo nacional de Irlanda).
La estructura de acero fue construida en Róterdam por la compañía Hollandia, empresa de los Países Bajos que también participó en la construcción de la estructura de acero del Ojo de Londres. La cubierta de acero del puente fue trasladada desde el muelle de Hollandia en Krimpen aan den IJssel (Randstad) el 3 de mayo de 2009, con la ayuda de la especialista en transporte ALE Heavylift.
El puente, que costó 60 millones de euros, y llamado Samuel Beckett en honor del escritor irlandés, fue abierto oficialmente a los peatones el 10 de diciembre de 2009 por el Lord Mayor de Dublín, Emer Costello y al tráfico rodado a las 7 am del día siguiente.